# 帕西基-祖布里齊基
49°46′12″N 24°5′38″E / 49.77000°N 24.09389°E
帕西基-祖布里齊基（烏克蘭語：Пасіки-Зубрицькі），是烏克蘭西部的村莊，隸屬利維夫州的利維夫區。該村面積1.72平方公里，海拔高度348米，2024年人口1,992，人口密度每平方公里668.6人。
davydivska gromada （页面存档备份，存于）